# 724
Cette page concerne l'année 724  du calendrier julien. Pour l'année 724 av. J.-C., voir 724 av. J.-C.
L'année 724 est une année bissextile qui commence un samedi.

## Événements
- 26 janvier[1] : début du règne de Hisham, calife de Damas (fin en 743).
- 3 mars : début du règne de Shōmu Tennō, empereur du Japon  (fin en 748)[2].
- 25 avril : fondation du monastère de Reichenau, premier en terre germanique, sur une île du lac de Constance, par Pirminius[3].

- Début du règne de Lalitâditya Muktâpîda, roi du Cachemire (fin en 760)[4].
- Ragenfred, réfugié à Angers, se soulève contre Charles Martel. Il est assiégé dans Angers par Charles, qui finalement lui concède le comté d'Angers jusqu'à sa mort en 731[5].
- Saint Boniface fait la christianisation systématique de la Thuringe (724-731)[6].
- Début de la deuxième campagne de reconstruction de la grande mosquée de Kairouan ordonnée par Hisham, calife de Damas et supervisée par son gouverneur Bichr Ibn Safwan[7].

## Décès en 724
- 26 janvier : Yazid II calife de Damas[1]
- Tonyukuk (tr), seigneur de l'empire Turc
- Rotrude, première épouse de Charles Martel